# Rhoptropus biporosus
Espèce
Rhoptropus biporosus est une espèce de geckos de la famille des Gekkonidae.

## Répartition
Cette espèce est endémique du Nord-Ouest de la Namibie.

## Description
Rhoptropus biporosus mesure jusqu'à 51 mm, queue non comprise.
C'est un insectivore diurne terrestre.

## Publication originale
- FitzSimons, 1957 : Reptilia. Serpentes and Sauria. South African animal lite. Results of the Lund University Expedition in 1950-1951. Almqvist and Wiksell, Stockholm, p. 385-405.